# EIF3

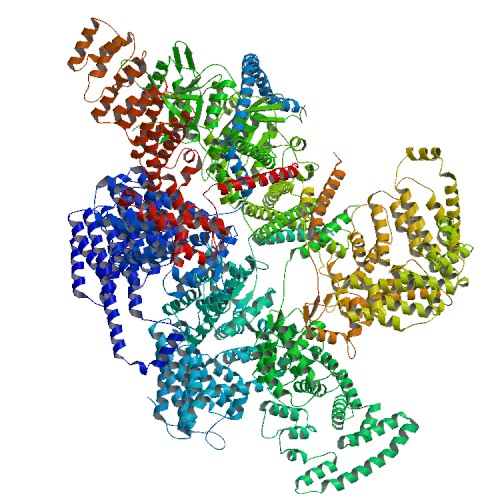
43S PIC中のウサギeIF3の構造。a、c、e、f、h、k、l、mサブユニットが示されている。

eIF3（eukaryotic initiation factor 3）は、真核生物の翻訳の開始段階で機能する多タンパク質複合体である。キャップ依存的・非依存的な翻訳開始の大部分の形態において、eIF3は必要不可欠である。ヒトでは、eIF3は13個の異なるサブユニット（aからm）によって構成される約800 kDaの複合体であり、翻訳開始因子の中では最大である。eIF3複合体は真核生物の間で広く保存されているが、個々のサブユニットの保存性は種間で異なる。例えば、大部分の哺乳類のeIF3複合体は13個のサブユニットから構成されるが、出芽酵母のeIF3はわずか6つのサブユニット（a、b、c、g、i、j）からなる。

## 機能
eIF3は翻訳開始のほぼすべての段階を促進する。eIF3は、再生など翻訳の他の段階にも関与しており、そこでは翻訳終結後のリボソームを両サブユニットへ分割する過程を促進している。uORF後のreinitiation（uORFの翻訳終結後の翻訳再開始）のような特殊なケースでは、eIF3は伸長・終結過程を通じてリボソームに結合したままであり、その後の開始過程を促進している可能性がある。eIF3は終結前複合体と相互作用して解読過程に干渉し、終止コドンの読み過ごしに関与していることが酵母での研究から示唆されている。

## 相互作用
eIF3はリボソーム小サブユニット（40Sサブユニット）の溶媒側面付近に結合し、他のいくつかの翻訳開始因子、補助因子DHX29やmRNAのための足場タンパク質として機能する。eIF3はMFC（multifactor complex）や、43S、48S開始前複合体（PIC）の構成要素である。eIF3と他の翻訳開始因子との相互作用は種によって異なる場合があり、例えば哺乳類のeIF3はeIF4Gを介してeIF4F複合体と直接相互作用するが、出芽酵母はこうした連結を欠いている。哺乳類と酵母のeIF3はどちらも、eIF1、eIF4B、eIF5とそれぞれ独立に結合する。
eIF3のいくつかのサブユニットにはRRMやその他のRNA結合ドメインが含まれており、細胞性・ウイルス性のIRES（HCV IRESなど）と相互作用する。eIF3は5'UTRがm6A修飾されたRNAと特異的に結合し、キャップ非依存的翻訳を促進することも示されている。
出芽酵母のeIF3の5つのコアサブユニットは全て、他のいくつかの翻訳因子とともに熱誘導性のストレス顆粒内に存在する。

## 構造
機能的なeIF3複合体は内在性複合体の精製、もしくは組換え発現したサブユニットの再構成によって調製することができる。個々のサブユニットはX線結晶構造解析やNMRによって構造特性解析がなされており、複合体に関してはクライオ電顕によって特性解析がなされている。ヒトのeIF3の完全な構造は得られていないが、43S PIC中のeIF3複合体がほぼ完全なかたちで中程度の分解能で決定されている。哺乳類のeIF3の構造的コアは5つのローブからなる、人のような形状をしており、主にPCI/MPN八量体から構成される。PCIドメインの名称はプロテアソーム（P）のキャップ、COP9シグナロソーム（C）、eIF3（I）の間の構造的類似性に由来し、MPNドメインの名称はMpr1, Pad1 N-terminalの略である。

## シグナル伝達
eIF3はS6K1やmTOR/Raptorを介したシグナル伝達のハブとして機能する。eIF3には不活性状態のS6K1が結合しており、活性化されたmTOR/RaptorがeIF3に結合してS6K1をリン酸化することで、S6K1の解離が促進される。リン酸化され解離したS6K1はeIF4Bなどいくつかの標的をリン酸化することで、翻訳制御機構として機能する。

## 疾患
eIF3のサブユニットの過剰発現（a、b、c、h、i、m）や過小発現（e、f）がヒトの複数のがんで観察されている。乳がんや前立腺がんではeIF3hが過剰発現している。また、eIF3は細胞増殖に関与する特定のmRNA群に結合し、これらの翻訳を調節していることが示されている。eIF3はHIVやHCVなどの病原体の生活環にも機能している。特に、eIF3dはHIV-1プロテアーゼの基質であり、またeIF3d、e、fのノックダウンは機構は不明ながらウイルスの感染性を高めることが知られている。

## サブユニット
eIF3の各サブユニットは、eIF3jを除いて複合体中に等量で存在する。eIF3jの結合はゆるく、いくつかの種では生存に必須ではない。サブニットは基本的に哺乳類で分子量が大きい順にアルファベットが割り当てられているが（aが最大）、実際の分子量は種によって異なる場合がある。
| サブユニット | 分子量[A] | 重要な特徴 |
| ------------ | --------- | --- |
| a            | 167k      | ヒトのいくつかのがんでアップレギュレーション。細胞のmRNAと直接結合。PCIドメインを持つ。                                                                                |
| b            | 92k       | ヒトのいくつかのがんでアップレギュレーション。細胞のmRNAと直接結合。RRMを持つ。                                                                                        |
| c            | 105k      | ヒトのいくつかのがんでアップレギュレーション。PCIドメインを持つ。ヒトではパラログEIF3CLが存在する。                                                                    |
| d            | 64k       | 分裂酵母では生育に必須ではない。細胞のmRNAと直接結合し、選ばれたmRNAの5'キャップに結合する。HIVプロテアーゼの基質。                                                    |
| e            | 52k       | 乳がんと肺がんでダウンレギュレーション。分裂酵母とアカパンカビでは生育に必須ではない。PCIドメインを持つ。                                                              |
| f            | 38k       | いくつかのがんでダウンレギュレーション。MPNドメインを持つ。 |
| g            | 36k       | RRMを持つ。細胞のmRNAと直接結合。 |
| h            | 40k       | いくつかのがんでアップレギュレーション。分裂酵母、アカパンカビ、ヒト細胞株で生育に必須ではない。MPNドメインを持つ。                                                    |
| i            | 36k       | いくつかのがんでアップレギュレーション。 |
| j            | 29k       | 緩く結合しており、他のサブユニットと等量存在しているわけではない。リボソーム40Sサブユニットの遺伝暗号解読中心（decoding center）に結合。出芽酵母の生育に必須ではない。 |
| k            | 25k       | アカパンカビの生育に必須ではない 。PCIドメインを持つ。 |
| l            | 67k       | アカパンカビの生育に必須ではない 。PCIドメインを持つ。 |
| m            | 43k       | 大腸がんでアップレギュレーション。 |

A ヒトのサブユニットの分子量